# 山城駅 (全北特別自治道)
山城駅（サンソンえき）は、大韓民国全北特別自治道南原市にある韓国鉄道公社（KORAIL）全羅線の駅である。

## 歴史
- 1931年10月1日：開業。
- 1944年6月15日：廃止。
- 1967年6月7日：再開業。
- 2004年7月15日：旅客取扱中止。

## 隣の駅
韓国鉄道公社
全羅線
獒樹駅 - (書道駅) - 山城駅 - 南原駅